# Matt Lam
Matt Lam (Edmonton, Canadá, 10 de septiembre de 1989) es un futbolista canadiense nacionalizado hongkonés. Juega como mediocampista y su actual equipo es el Kitchee SC de la Liga Premier de Hong Kong.

## Biografía
Es de hijo de padre hongkonés y madre canadiense. Creció jugando fútbol y el baloncesto, se inició en Juventus Club Edmonton.

## Selección
Tenía 19 años cuando hizo su debut en la selección juvenil de Canadá en 2008 con el entrenador Tony Fonseca.

## Clubes
| Club                         | País         | Año           |
| ---------------------------- | ------------ | ------------- |
| Ajax de Ámsterdam (Cadetes)  | Países Bajos | 2006 - 2007   |
| Sheffield United (Juveniles) | Inglaterra   | 2008 - 2009   |
| NK Croatia Sesvete           | Croacia      | 2009 - 2010   |
| FC Edmonton                  | Canadá       | 2010          |
| JEF United (Cedido)          | Japón        | 2011          |
| FC Edmonton                  | Canadá       | 2012          |
| Kitchee SC                   | Hong Kong    | 2012-presente |